# Micrathena gracilis
Micrathena gracilis is een spinnensoort in de taxonomische indeling van de wielwebspinnen (Araneidae). Het dier behoort tot het geslacht Micrathena. De wetenschappelijke naam van de soort werd voor het eerst geldig gepubliceerd in 1805 door Charles Athanase Walckenaer.

## Verspreiding en leefgebied
Deze wielwebspin komt voor in Noord-Amerika in bosachtige streken.